# Midnight Blue (chanson de Louise Tucker)
Pour les articles homonymes, voir Midnight blue (homonymie).
Midnight Blue est le titre d'un tube international de Louise Tucker de mars 1982, titre éponyme de son premier album, Midnight Blue. Le single inclut également Charlie Skarbek au chant.
La musique de la chanson est adaptée du 2e mouvement de la Sonate no  8 Op. 13 (Pathétique) du compositeur Ludwig Van Beethoven.

## Histoire
Au printemps 1982, la chanteuse d'opéra Louise Tucker rencontre le producteur de disques Tim Smit (en) lorsqu'elle accompagne sa belle-sœur qui vient travailler comme baby-sitter chez ce dernier : cette rencontre conduit Tucker à enregistrer la démo de la chanson Midnight Blue - qui utilise la mélodie du deuxième mouvement de la Sonate Pathétique de Beethoven - avec Smit et son ami Charlie Skarbek à la production. Ces derniers présentent avec succès la chanson à la division néerlandaise d'Ariola Records et celle-ci est enregistrée aux Chestnut Studios à Farnham. La sortie en cassette néerlandaise Ariola (405.007) indique que les studios d'enregistrement Chestnut se trouvent à Frensham (au sud de Farnham), et que les studios Abbey Road Studios à Londres sont également impliqués au cours de la période d'enregistrement de juin à septembre 1982.
Midnight Blue atteint la 13e place aux Pays-Bas en novembre 1982. En décembre, la chanson entre dans les charts français où elle reste pendant trente-et-une semaine pour grimper à la 1re place à Noël 1983. Dans le même temps, Michèle Torr entre à la 13e place dans les charts français avec une reprise en français du parolier Pierre Delanoë intitulée Midnight Blue en Irlande.
Reprise par Arista Records pour une sortie nord-américaine, Midnight Blue fait d'abord fait son apparition au Canada, atteignant la 7e place en avril (devenant disque platine) et entre dans les charts américains en juin pour atteindre la 46e place du Billboard Hot 100 et la 10e place au classement Adult Contemporary.
La chanson entre dans les charts britanniques environ un an après son enregistrement en avril 1983 : elle n'y réussit pas à devenir un hit majeur culminant uniquement à la 59e place (voir remarques).

En juillet 1983, Midnight Blue atteint la 6e place en Suède : cette année-là, la chanson se classe également en Australie (27e), au Danemark (1re) et en Allemagne (51e),,,.

## Remarques
- 1 Une version instrumentale de Midnight Blue du trompettiste néerlandais Pete Knarren est classée au Royaume-Uni à la même période que la version de Louise Tucker : la version de Knarren - publiée sur EMI - culmine à la 80e place[1].
- 2 La version du groupe Dreamers est également un succès au début des années 80.[réf. nécessaire]